# Filipijns-Amerikaanse Oorlog

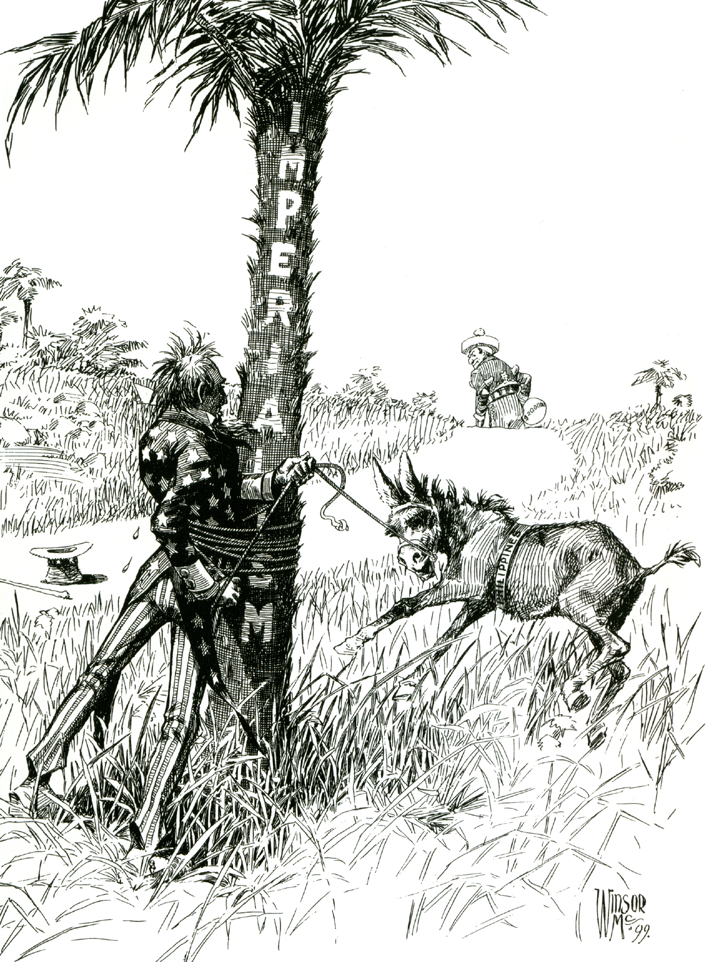
De Filipijnen (hier afgebeeld als een koppige ezel) binden Uncle Sam vast aan het imperialisme.
Op de achtergrond loopt een kreupel geslagen Spanje grijnzend weg met 20 miljoen dollar. (Winsor McCay 1899)

De Filipijns-Amerikaanse Oorlog was een oorlog tussen de Verenigde Staten en de Filipijnen van 1899 tot 1913.
Dit conflict stond in de Verenigde Staten ook wel bekend als Philippine Insurrection (Filipijnse opstand). In de Filipijnen en tegenwoordig in toenemende mate in de Verenigde Staten wordt echter de term Philippine-American War (Filipijns-Amerikaanse Oorlog) gebruikt.

## Reden van de oorlog
Nadat de Verenigde Staten Spanje hadden verslagen in de Spaans-Amerikaanse Oorlog kochten de V.S. - zonder enig overleg met de Filipino's - de Filipijnen en andere gebieden voor 20 miljoen Amerikaanse dollar van Spanje. Deze koop werd bezegeld in de Vrede van Parijs. De Filipijnen echter, die al sinds 1896 vochten voor hun onafhankelijkheid van Spanje, hadden al op 12 juni 1898 hun onafhankelijkheid uitgeroepen. Op 14 augustus 1898 werd er een troepenmacht van 11.000 Amerikaanse soldaten naar de Filipijnen gestuurd om deze te bezetten. Op 1 januari 1899 werd Emilio Aguinaldo tot eerste president benoemd.

## Het begin van de oorlog
Door de conflicten over de onafhankelijkheid en kolonisatie waren er al spanningen tussen de Amerikaanse soldaten op de eilanden en de Filipino's. Deze werden verergerd doordat de Filipino's zich verraden voelden door de Amerikanen, hun ex-bondgenoten.
De gevechten startten op 4 februari 1899 toen een Amerikaanse soldaat een Filipijnse soldaat doodschoot toen deze een brug wilde oversteken die naar door Amerikanen bezet gebied leidde in San Juan City. Dit incident beschouwen geschiedkundigen tegenwoordig als het begin van de oorlog.

## Het verloop van de oorlog
Een Amerikaanse troepenmacht van 126.000 soldaten bezette het land en vocht een decennium lang tegen Filipijnse soldaten.
Na februari 1899 volgden de Amerikaanse overwinningen elkaar snel op. Na nog een paar veldslagen en de dood van twee Filipijnse bevelhebbers namen de mogelijkheden van de Filipijnen om een conventionele oorlog te voeren snel af.

## De guerrillafase

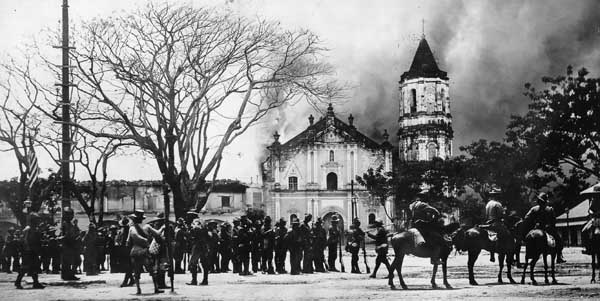
De Amerikanen steken de kathedraal van Malolos in brand

In 1900 beval Emilio Aguinaldo, de Filipijnse bevelhebber, zijn leger om verder te strijden met een guerrillatactiek die hen beter lag en de Amerikaanse bezetters het leven aanzienlijk bemoeilijkte. Gedurende de eerste vier maanden van de guerrilla fase verloren de Amerikanen 500 man die ofwel gedood werden of gewond raakten. Aanvankelijk leek het er zelfs op dat de verzetsstrijders de Amerikanen zouden dwingen zich terug te trekken.
De guerrilla-oorlogvoering zette de Amerikanen aan tot maatregelen tegen de Filipijnse bevolking. Ze namen geen gevangenen meer, brandden hele dorpen plat en schoten geregeld Filipijnen dood die zich overgaven. Burgers die ze verdachten van medewerking aan de strijders, sloten ze op in concentratiekampen. Duizenden onschuldige Filipijnse burgers stierven in deze kampen.
De harde aanpak van de bevolking door de Amerikanen deed de materialen, manschappen en moreel van vele Filipijnse verzetsstrijders razendsnel dalen, en velen van hen werden gedwongen zich over te geven.

## De gevangenneming van Aguinaldo en het verlies van de Filipijnen

Filipijnen geven zich over

Met de traditionele oorlogsmethode bleef het Filipijnse leger verliezen lijden tegen de beter bewapende Amerikanen en dit dwong Aguinaldo om geregeld zijn strijdtactieken te veranderen. Dit deed hij dan ook gedurende de hele oorlog.
De Amerikanen waren de frustrerende guerrilla-oorlog beu, en zochten naar een snelle oplossing die een einde aan het probleem zou maken. De Amerikanen dachten dat de sleutel tot de overwinning lag in het gevangennemen van Aguinaldo. Maar Aguinaldo was moeilijker te vinden dan de Amerikanen hadden gedacht. Door zijn grote kennis van de bevolking en het gebruik van de guerrillatactiek kon hij steeds weer aan hen ontsnappen.
De Amerikaanse generaal Frederick Funston bedacht een list. Hij zette met enkele Filipijnen die bij het Amerikaanse leger dienden een valse gevangenneming op. Toen die Filipijnen met de "gevangen" Funston het kamp van Aguinaldo binnengingen vielen ze de niets vermoedende wachten aan en namen ze Aguinaldo gevangen.
De gevangenneming van Aguinaldo had niet het effect waarop de Amerikanen hadden gehoopt. Generaal Mariano Trias volgde hem op, maar hij gaf zich al snel over aan de Amerikanen.
Het bevel werd daarop overgenomen door generaal Miguel Malvar die aanvankelijk een verdedigende houding had aangenomen tegenover de Amerikanen, maar nu een offensief opende tegen de door Amerikanen bezette steden in de regio van Batangas. Hoewel hij slechts kleine overwinningen behaalde, waren die wel een teken dat de oorlog nog lang niet over was.
Als antwoord verplichtte generaal J. Franklin Bell burgers om in bepaalde wijken bij elkaar te gaan wonen en ondervroeg  hij guerrillastrijders op gewelddadige wijze. Bell slaagde erin om het moreel van de Filipijnse verzetsstrijders te breken.
Uiteindelijk gaf Malvar zich over in april 1902, na juist ontsnapt te zijn aan een poging om hem te arresteren, samen met zijn zieke vrouw, kinderen en enkele van zijn meest vertrouwde officieren die bij hem bleven tot het einde. Aan het einde van de maand gaven bijna 3000 Filipijnen zich over.
Na de arrestatie van Malvar bleven de Filipijnen doorvechten. Het bevel veranderde geregeld doordat de generaals ofwel sneuvelden, gevangengenomen waren of zich overgaven. Ongeorganiseerde groepen guerrillastrijders beheersten het platteland bijna een decennium lang door geregeld te vechten met het Amerikaanse leger of de Filipijnse patrouilles. De meeste Filipijnen aanvaardden wel dat de Amerikanen gewonnen hadden en pakten hun gewone leven weer op.
Hoewel er al stappen genomen waren om zelfbestuur toe te staan, duurde de guerrilla tot 1913, toen president Woodrow Wilson verklaarde dat de Filipijnen, na een overgangsperiode, onafhankelijk werden.

## Amerikaans verzet tegen de oorlog

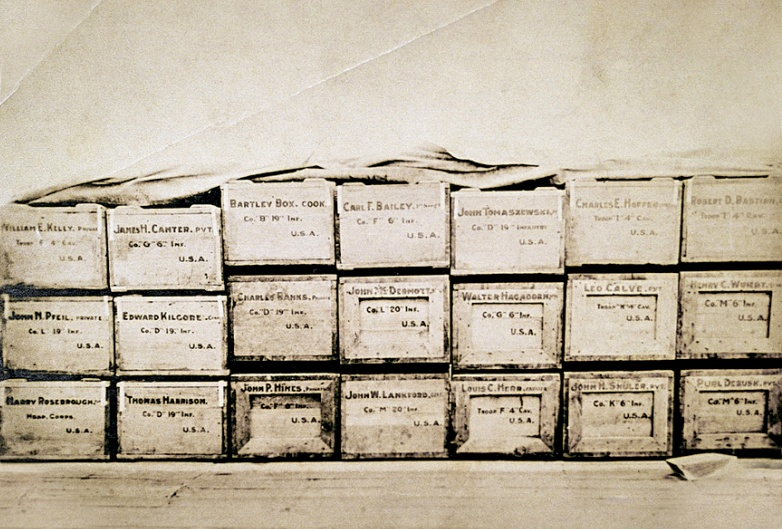
Doodskisten van gesneuvelde Amerikaanse militairen

Sommige Amerikanen, waaronder William Jennings Bryan, Mark Twain, Andrew Carnegie en andere leden van de American Anti-Imperialist League waren van oordeel dat de Filipijnen een onafhankelijke staat moest worden. Anti- imperialistische bewegingen verkondigden dat de Amerikanen hetzelfde deden als de Spanjaarden, een koloniale grootmacht worden, en dat de Spaans-Amerikaanse Oorlog dus zinloos was geweest.
Andere bewegingen waren om geheel andere redenen tegen de annexatie van de Filipijnen. Zij dachten dat dit een immigratiestroom van niet-blanke mensen teweeg zou brengen die de blanke meerderheid in Amerika zou laten afnemen.

## Gevolgen van de oorlog
Tijdens de oorlog sneuvelden 4324 Amerikaanse soldaten en 2818 raakten er gewond. Er wordt geschat dat er ongeveer 20.000 (16.000 geteld) Filipijnse soldaten sneuvelden en dat er tussen de 250.000 en een miljoen Filipijnse burgers stierven.
Het grote verschil in de aantallen slachtoffers aan beide zijden komt waarschijnlijk doordat de Amerikanen betere wapens en een grote overmacht hadden. De Amerikanen hadden oorlogsschepen klaarliggen om Filipijnse stellingen te vernietigen. De Filipijnen daarentegen waren bewapend met een verzameling messen, gestolen van dode soldaten of het land binnengesmokkeld. Hun artillerie stelde niet veel meer voor, de meeste wapens waren samengesteld uit van de Spanjaarden gestolen onderdelen. De Filipijnen bezaten wel enkele nieuwe wapens, maar deze werden zelden gebruikt vanwege een gebrek aan munitie.